# Fernando Karadima
Miguel Salvador Fernando Karadima Fariña (Antofagasta, 6 agosto 1930 – Lo Barnechea, 26 luglio 2021) è stato un presbitero e criminale cileno.
Il 27 settembre 2018 papa Francesco lo ha dimesso dallo stato clericale per abusi sessuali e di potere. Nel 2010 è stata presentata al pubblico l'esistenza di una serie di denunce contro di lui per abuso sessuale. Il processo civile, che era stato inizialmente chiuso, è stato riaperto dopo che il parallelo processo canonico, terminato in prima istanza il 16 gennaio 2011, lo ha riconosciuto colpevole di abusi sessuali contro minori con violenza e abuso del potere ecclesiastico. Il 21 giugno 2011 la Santa Sede ha respinto il suo ultimo appello confermando la sua colpevolezza. Le accuse di pedofilia e efebofilia sono state confermate. L'arcivescovo di Santiago del Cile Ricardo Ezzati Andrello ha annunciato la risoluzione della Santa Sede, che conferma la condanna irrogata il 18 febbraio e che lo ha riconosciuto colpevole di ripetuti abusi sessuali, psicologici e di potere.

## Biografia

### Primi anni
Fernando Karadima è nato ad Antofagasta il 6 agosto 1930 da Jorge Karadima Angulo, nato a Talcahuano e figlio di un immigrato greco, ed Elena Fariña Amengual (1908-1997). Ha tre fratelli e quattro sorelle. Ha studiato all'Istituto "Alonso de Ercilla" dei Fratelli maristi delle scuole e, dopo la morte di suo padre, ha trovato lavoro come cassiere presso il Banco Sudamericano. Ha studiato legge per uno o due anni.

### Vocazione
Fin da subito è stato legato alla parrocchia del Sacro Cuore di Gesù in Avenida El Bosque, nel municipio di Providencia, provincia di Santiago. Alla fine degli anni '40 ha partecipato come seminarista alle attività dell'Azione Cattolica Giovanile della chiesa del Bosque, il cui Direttore nazionale era il gesuita Alberto Hurtado, oggi santo. Questo gruppo di giovani ha dato diverse vocazioni al sacerdozio, la maggior parte nella Compagnia di Gesù. Altri, come Fernando Karadima, sono entrati nel Pontificio Seminario dei Santi Angeli Custodi dell'arcidiocesi di Santiago del Cile. Oscar Karadima, fratello di Fernando, ha recentemente dichiarato che il suo fratello esagerava la storia del suo rapporto con il santo cileno. Lo avrebbe infatti conosciuto solo incidentalmente. Nonostante questo padre Fernando ha sempre sfruttato l'argomento della sua presunta vicinanza con Alberto Hurtado come strategia di manipolazione.

### Ordinazione
Nel 1958 è stato ordinato presbitero. È rimasto nella parrocchia del Sacro Cuore di Gesù, sotto la cura di monsignor Alejandro Huneeus Cox, che gli ha permesso di lavorare in quella parrocchia che era stata donata da Loreto Cousiño e consegnata in una sorta di prestito alla Pia Unione Sacerdotale, una società all'interno del clero diocesano che agisce indipendentemente dal "pastore" della diocesi.

### Parroco
Nel 1985 è stato nominato parroco della parrocchia di El Bosque, dove ha lavorato fino al 2006. Da lì, ha iniziato a formare religiosi che venivano in parrocchia. Le sue messe e i ritiri da lui tenuti avevano infatti un buon richiamo per i parrocchiani. Diversi sacerdoti da lui educati sono poi diventati vescovi: Juan de la Cruz Barros Madrid, Andrés Arteaga Manieu, Horacio del Carmen Valenzuela Abarca e Tomislav Koljatic Maroevic. Molti di loro, specialmente Barros, sono oggi accusati di aver coperto i crimini del loro mentore.

### Denunce
Nel 2004 alcuni parrocchiani ed ex preti della parrocchia di El Bosque hanno presentato reclami formali contro Fernando Karadima  davanti all'autorità ecclesiastica su atti relativi ad abusi sessuali, suscitando scalpore in Cile per i legami politici e commerciali che il presule aveva intrecciato negli anni. Dopo diversi anni, è stata presentata una denuncia anche negli Stati Uniti d'America, grazie a un'organizzazione dedita a indagare sugli abusi sacerdotali. C'è stato un grande scalpore quando uno dei denuncianti, il dottore James Hamilton, è apparso sul programma televisivo cileno Tolerancia Ceroe per fare una denuncia pubblica. È stata quindi avviata un'indagine canonica e Karadima è stato dichiarato colpevole dei diverse imputazioni, portando alla riapertura del suo processo penale in Cile. L'8 settembre 2013, James Hamilton si è presentato di nuovo nel programma e ha indicato che il reclamo originale doveva essere ripetuto a causa della sua prescrizione e che è stato poi estorto da alti prelati per impedirgli di presentarsi.
Il 21 giugno 2011 la Santa Sede ha respinto il suo ultimo appello, confermando la sua colpevolezza e condannandolo a ritirarsi e condurre una vita di preghiera e penitenza.
Il 12 giugno 2018, il procuratore cileno ha aperto una nuova causa contro il sacerdote cileno per presunti abusi sessuali. L'indagine è iniziata dopo la denuncia di Santiago Valenzuela, che ha dichiarato di essere stato costretto da Karadima a fare del sesso orale in occasioni ripetute.
Il 27 settembre 2018 papa Francesco lo ha dimesso dallo stato clericale. Il giorno successivo gli è stato notificato il provvedimento.

## Rapporto con l'assassinio del generale Schneider
Nel suo libro Karadima: El señor de los infiernos, la giornalista María Olivia Mönckeberg si interroga circa il rapporto tra padre Karadima e la famiglia del suo avvocato ecclesiastico, Juan Pablo Bulnes, il cui fratello è stato condannato per la morte del generale René Schneider.